# Рыночный социализм
Ры́ночный социали́зм — форма социализма; экономическая система, или же теория о ней, в которой сочетаются как  государственные плановые механизмы, так и государственный капитализм или государственно-монополистический капитализм: конкурентный рынок для функционирования экономики.
Возникновение понятия относят к 1930-м годам, а его автором указывается польский экономист Оскар Ланге. Также отмечается, что доктрина рыночного социализма была выдвинута в 1930-1940-е годы Ланге и Аббой Лернером.
Организацию такого типа экономики усматривают в Югославии (после реформы 1965 года), в венгерском «новом экономическом механизме» после реформы 1968 года.
В доперестроечном СССР данная концепция считалась антимарксистской и ревизионистской, однако уже с 1987 года, с принятием закона об индивидуальной трудовой деятельности, СССР фактически начал постепенный переход к данной экономической системе. Но уже в 1990 году, с принятием закона «О собственности в СССР», Советский Союз окончательно взял курс на построение классической рыночной экономики.
К странам рыночного социализма относят Лаос, Китай и Вьетнам.